# Pinealocyty

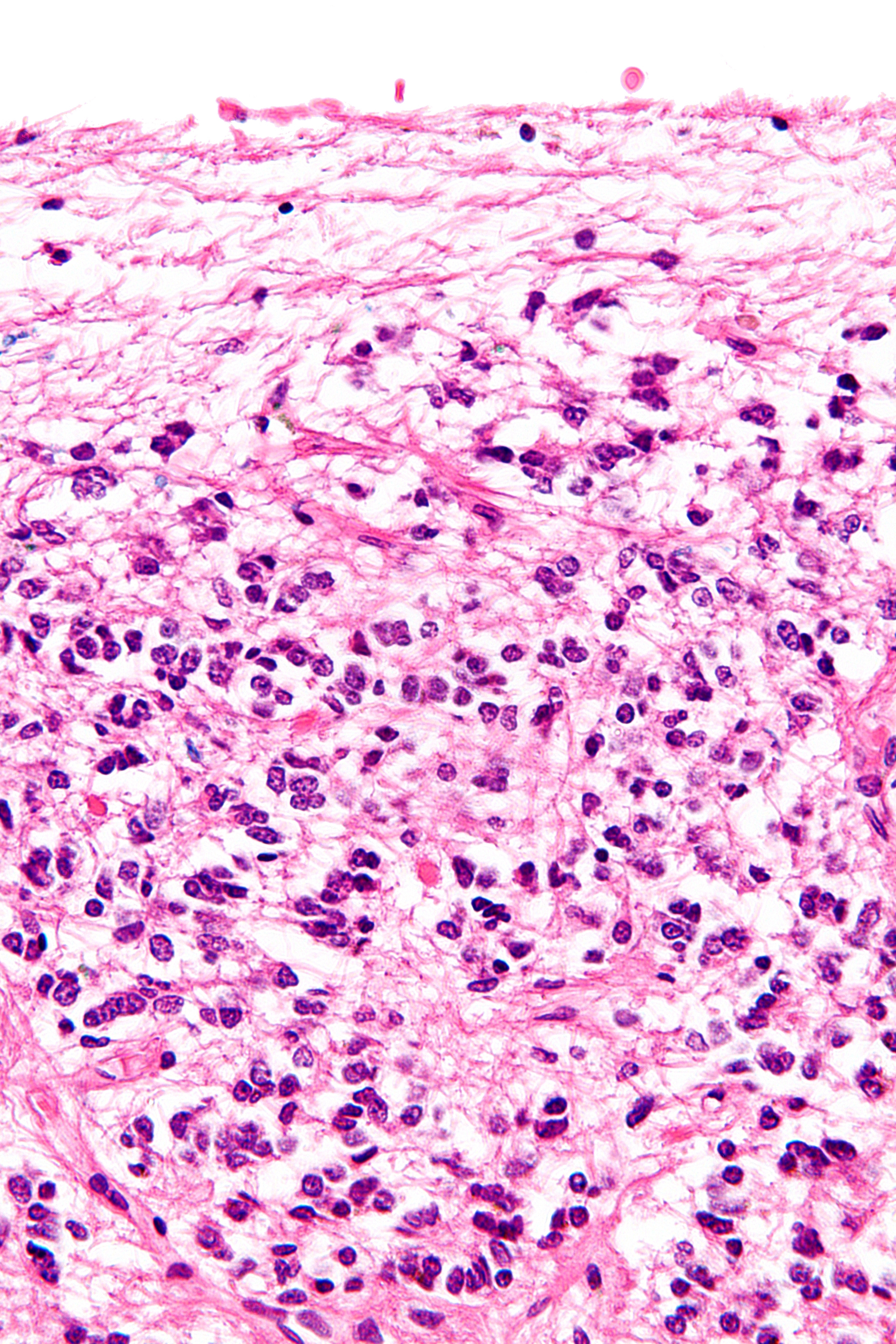
Obraz histologiczny szyszynki

Pinealocyty – komórki występujące w szyszynce, odpowiedzialne za produkcję i uwalnianie melatoniny. Są one stosunkowo duże, z pleomorficznymi jądrami komórkowymi zawierającymi kilka jąderek. Mają rozwinięte struktury odpowiedzialne za syntezę i wydzielanie białek oraz typowe dla neuronów prążki synaptyczne. Obecność tych struktur nie została dotychczas całkowicie wyjaśniona – czy mają one sens czynnościowy, czy też są jedynie pozostałością wspólnego pochodzenia komórek. 
Dawniej wyróżniano pinealocyty jasne i ciemne – obecnie przyjmuje się, że są to te same komórki znajdujące się w różnych stadiach aktywności wydzielniczej.